# Live. Love. ASAP
Live. Love. ASAP é a mixtape de estreia do rapper americano A$AP Rocky lançado de graça em download digital em 31 de outubro de 2011. Apresenta a produção de Clams Casino, A$AP Ty Beats, DJ Burn One, e Spaceghostpurrp, entre outros. A mixtape também tem participação dos rappers Schoolboy Q e Fat Tony, bem como membros do A$AP Mob, uma cooperativa de hip hop de Rocky.
A música da mixtape, que incorpora estilo e produção de hip hop distinto da cidade natal de Rocky, Nova Iorque, particularmente Southern hip hop. Sua produção apresenta paisagens sonoras atordoadas, lentas e batidas com andamento mediano, coros e picadas e parafusado. Letras de Rocky lidar com temas sobre a decadência moral, incluindo o uso de drogas e promiscuidade, expressa através de seu fluxo, prepotente temperado.

## Faixas
| Edição padrão  |                                                              |                                     |                 |         |  |
| N.º            | Título                                                       | Compositor(es)                      | Produtor(es)    | Duração |  |
| 1.             | "Palace"                                                     | Rakim Mayers                        | Clams Casino    | 2:42    |  |
| 2.             | "Peso"                                                       | Mayers                              | A$AP Ty Beats   | 2:47    |  |
| 3.             | "Bass"                                                       | Mayers                              | Clams Casino    | 3:17    |  |
| 4.             | "Wassup"                                                     | Mayers                              | Clams Casino    | 2:38    |  |
| 5.             | "Brand New Guy" (com Schoolboy Q)                            | Mayers, Quincy Hanley               | Lyle            | 4:48    |  |
| 6.             | "Purple Swag: Chapter 2" (com SpaceGhostPurrp and A$AP Nast) | Mayers, Muney Jordan, A$AP Nast     | A$AP Ty Beats   | 2:47    |  |
| 7.             | "Get Lit" (com Fat Tony)                                     | Mayers, Anthony Obi                 | Soufein3000     | 2:58    |  |
| 8.             | "Trilla" (com A$AP Twelvy and A$AP Nast)                     | Mayers, A$AP Twelvy, A$AP Nast      | Beautiful Lou   | 4:04    |  |
| 9.             | "Keep It G" (com Chace Infinite and SpaceGhostPurrp)         | Mayers, Aaron Johnson, Jordan       | SpaceGhostPurrp | 3:49    |  |
| 10.            | "Kissin' Pink" (com A$AP Ferg)                               | Mayers, A$AP Ferg                   | Beautiful Lou   | 3:31    |  |
| 11.            | "Houston Old Head"                                           | Mayers                              | DJ Burn One     | 4:18    |  |
| 12.            | "Acid Drip"                                                  | Mayers                              | Soufein3000     | 2:43    |  |
| 13.            | "Leaf" (com Main Attrakionz)                                 | Mayers, Mondre Man, Squadda Bambino | Clams Casino    | 4:52    |  |
| 14.            | "Roll One Up"                                                | Mayers                              | DJ Burn One     | 2:39    |  |
| 15.            | "Demons"                                                     | Mayers                              | Clams Casino    | 3:00    |  |
| 16.            | "Out of This World"                                          | Mayers                              | The Olympicks   | 2:48    |  |
| Duração total: | Duração total:                                               | Duração total:                      | Duração total:  | 53:41   |  |